# Maxim Integrated Products
Maxim Integrated Products – amerykański producent układów scalonych. Został założony przez Johna „Jacka” Gifforda w 1983 roku. Jego siedzibą główną jest San Jose w stanie Kalifornia.
26 sierpnia 2021 roku firma została przejęta przez Analog Devices.